# Myziane Maolida
Myziane Maolida (Parijs, 14 februari 1999) is een Comorees-Frans voetballer die doorgaans speelt als spits. In augustus 2024 verruilde hij Hertha BSC voor Al-Kholood. Maolida maakte in 2023 zijn debuut in het Comorees voetbalelftal.

## Clubcarrière
Maolida speelde in de jeugd van AC Boulogne en in 2014 kwam hij terecht in de opleiding van Olympique Lyon. Die doorliep hij en de middenvelder sloot zich in de zomer van 2017 aan bij het eerste elftal van de club. Zijn debuut maakte hij op 5 augustus 2017, toen in de Ligue 1 met 4–0 gewonnen werd tegen RC Strasbourg. Veertien minuten voor het einde van de wedstrijd mocht hij van coach Bruno Génésio invallen voor Mariano Díaz, die tweemaal had gescoord. Naast Díaz maakte ook Nabil Fekir twee doelpunten tegen Strasbourg. Zijn eerste treffer in de hoofdmacht volgde in de UEFA Europa League, waar eveneens met 4–0 gewonnen werd, ditmaal van Apollon Limasol. Mouctar Diakhaby scoorde, waarna Fekir en Díaz de voorsprong zouden uitbreiden. Maolida kwam in de vierenzeventigste minuut in het veld voor Memphis Depay en bepaalde de eindstand op 4–0 in de blessuretijd.
In de zomer van 2018 verkaste Maolida voor circa tien miljoen euro naar OGC Nice, waar hij zijn handtekening zette onder een verbintenis voor de duur van vijf seizoenen. Na drie seizoenen in het shirt van Nice werd Maolida voor vier miljoen euro overgenomen door Hertha BSC en in de Duitse hoofdstad tekende hij voor vier jaar. In januari 2023 werd Maolida voor het restant van het seizoen verhuurd aan Stade de Reims. Na zijn terugkeer kwam de aanvaller niet in actie in het eerste elftal van Hertha, waarop Hibernian in januari 2024 de tweede club werd die hem huurde van de Berlijnse club. Na zijn terugkeer uit Schotland vertrok Maolida definitief uit Berlijn; Al-Kholood nam hem onder contract.

## Clubstatistieken
| Seizoen | Club             | Competitie  | Competitie | Competitie | Beker | Beker | Internationaal | Internationaal | Totaal | Totaal |
| Seizoen | Club             | Competitie  | Wed.       | Dlp.       | Wed.  | Dlp.  | Wed.           | Dlp.           | Wed.   | Dlp.   |
| ------- | ---------------- | ----------- | ---------- | ---------- | ----- | ----- | -------------- | -------------- | ------ | ------ |
| 2017/18 | Olympique Lyon   | Ligue 1     | 13         | 1          | 3     | 1     | 6              | 1              | 22     | 3      |
| 2018/19 | OGC Nice         | Ligue 1     | 14         | 0          | 1     | 1     | —              | —              | 15     | 1      |
| 2019/20 | OGC Nice         | Ligue 1     | 18         | 1          | 4     | 0     | —              | —              | 22     | 1      |
| 2020/21 | OGC Nice         | Ligue 1     | 19         | 3          | 2     | 0     | 4              | 0              | 25     | 3      |
| 2021/22 | OGC Nice         | Ligue 1     | 1          | 0          | 0     | 0     | —              | —              | 1      | 0      |
| 2021/22 | Hertha BSC       | Bundesliga  | 14         | 1          | 4     | 0     | —              | —              | 18     | 1      |
| 2022/23 | Hertha BSC       | Bundesliga  | 3          | 0          | 1     | 1     | —              | —              | 4      | 1      |
| 2022/23 | → Stade de Reims | Ligue 1     | 9          | 1          | 1     | 0     | —              | —              | 10     | 1      |
| 2023/24 | Hertha BSC       | Bundesliga  | 0          | 0          | 0     | 0     | —              | —              | 0      | 0      |
| 2023/24 | → Hibernian      | Premiership | 18         | 10         | 2     | 1     | —              | —              | 20     | 11     |
| 2024/25 | Al-Kholood       | Pro League  | 0          | 0          | 0     | 0     | —              | —              | 0      | 0      |
| Totaal  | Totaal           | Totaal      | 109        | 17         | 18    | 4     | 10             | 1              | 137    | 22     |

Bijgewerkt op 23 augustus 2024.

## Interlandcarrière
Maolida maakte zijn debuut in het Comorees voetbalelftal op 17 november 2023, toen in een kwalificatiewedstrijd voor het WK 2022 met 4–2 gewonnen werd van de Centraal Afrikaanse Republiek. Hij mocht van bondscoach Stefano Cusin in de basisopstelling beginnen. Bij een stand van 3–1 scoorde hij op aangeven van Saïd Bakari. Uiteindelijk wonnen de Comoren met 4–2.
| Interlands van Myziane Maolida voor Comoren | Interlands van Myziane Maolida voor Comoren | Interlands van Myziane Maolida voor Comoren | Interlands van Myziane Maolida voor Comoren | Interlands van Myziane Maolida voor Comoren | Interlands van Myziane Maolida voor Comoren | Interlands van Myziane Maolida voor Comoren |
| №                                           | Datum                                       | Wedstrijd                                   | Uitslag                                     | Competitie                                  | Goals                                       |                                             |
| Als speler bij Hertha BSC                   | Als speler bij Hertha BSC                   | Als speler bij Hertha BSC                   | Als speler bij Hertha BSC                   | Als speler bij Hertha BSC                   | Als speler bij Hertha BSC                   | Als speler bij Hertha BSC                   |
| ------------------------------------------- | ------------------------------------------- | ------------------------------------------- | ------------------------------------------- | ------------------------------------------- | ------------------------------------------- | ------------------------------------------- |
| 1                                           | 17 november 2023                            | Comoren – Centraal-Afrikaanse Republiek     | 4 – 2                                       | WK 2026 kwalificatie                        | 68'                                         |                                             |
| 2                                           | 21 november 2023                            | Comoren – Ghana                             | 1 – 0                                       | WK 2026 kwalificatie                        | 43'                                         |                                             |
| Als speler bij Hibernian                    |                                             |                                             |                                             |                                             |                                             |                                             |
| 3                                           | 25 maart 2024                               | Comoren – Angola                            | 0 – 0                                       | Vriendschappelijk                           |                                             |                                             |
| 4                                           | 7 juni 2024                                 | Madagaskar – Comoren                        | 2 – 1                                       | WK 2026 kwalificatie                        |                                             |                                             |
| 5                                           | 11 juni 2024                                | Tsjaad – Comoren                            | 0 – 2                                       | WK 2026 kwalificatie                        | 59'                                         |                                             |

Bijgewerkt op 23 augustus 2024.